# Khnkavan
Khnkavan (in armeno Խնկավան?, in azero Xanqutala) è una piccola comunità rurale del distretto di Kəlbəcər, in Azerbaigian, fino al 2024 appartenente alla regione di Martakert nella repubblica di Artsakh (fino al 2017 denominata repubblica del Nagorno Karabakh).
Il villaggio, che nel 2005 contava poco meno di duecento abitanti, si trova sulle colline della sponda destra sopra la vallata del fiume Tartar a pochi chilometri dal bacino idrico di Sarsang.
Praticamente attiguo al villaggio di Vaghuhas, si trova nei pressi del monastero di Khatravank.